# Granoturris
Granoturris é um gênero de gastrópodes pertencente a família Mangeliidae.
Seu hábitat consiste de solos arenosos ou solos lodosos do fundo do mar, além de regiões com cascalho.

## Espécies
- Granoturris padolina Fargo, 1953
- Granoturris presleyi Lyons, 1972[2]

Espécies trazidas para a sinonímia
- Granoturris rhysa (Watson, R.B., 1881): sinônimo de Kurtziella rhysa (Watson, 1881)